# Triplaris cumingiana
Triplaris cumingiana Fisch. & C.A.Mey. – gatunek rośliny z rodziny rdestowatych (Polygonaceae Juss.). Występuje naturalnie w Kostaryce, Panamie, Kolumbii, Ekwadorze, Peru oraz Boliwii. 

## Morfologia
PokrójWiecznie zielone drzewo dorastające do 10–30 cm wysokości.
LiścieMają kształt od eliptycznego do podłużnie eliptycznego. Mierzą 37 cm długości oraz 15 cm szerokości. Blaszka liściowa o nasadzie zaokrąglonej i ostrym wierzchołku.
KwiatyJednopłciowe, zebrane w kłosy przypominające wiechy, rozwijają się na szczytach pędów lub w ich kątach.
OwoceTrójboczne niełupki osiągające 70 mm długości.

## Biologia i ekologia
Jest rośliną dwupienną.